# فيرونيكا فيتنبيرغ
فيرونيكا فيتنبرغ (بالعبرية: ורוניקה ויטנברג؛ من مواليد 9 سبتمبر 1988 في غرودنو، بيلوروسيا الاشتراكية السوفياتية) هي لاعبة جمباز إيقاعية إسرائيلية شاركت في حدث الجمباز الإيقاعي دورة الألعاب الأولمبية الصيفية 2008، وعضوة في فريق الجمباز الإيقاعي الذي احتل المركز السادس في نهائي المجموعة.

## نتائج المسابقة
- بطولة إسرائيل 2004 (المركز الثاني، فردي)
- بطولة أمم أوروبا 2006 (المركز السادس، فريق)
- بطولة أمم أوروبا 2007 (المركز الرابع، فريق)
- بطولة العالم 2007 (المركز السادس، فريق)
- الألعاب الأولمبية 2008 (المركز السادس، فريق)
- بطولة العالم 2009 (المركز الخامس، فريق)

## حياتها الشخصية
خدمت فيرونيكا فيتنبيرغ في الجيش الإسرائيلي من 2007 إلى 2010 وحصلت على لقب "رياضية متميزة"، مما سمح لها بمواصلة التدريب. خضعت لتدريب مجند في باتار نيتسانيم ثم خدمت في قاعدة هكيريا في تل أبيب.
بدأت في الدراسة للحصول على بكالوريوس في إدارة الأعمال من المركز متعدد التخصصات في هرتسليا في عام 2009 ،

## روابط خارجية
- موقع فيرونيكا فيتنبيرغ الرسمي (archived)
- Games of the 29th Olympiad Beijing (CHN) August 8-24, 2008 Rhythmic Gymnastics at GymnasticsResults.com
- Get to know the representative: National Rhythmic Gymnastic Team at liga.co.il (archived)
- watch the national team finish in 6th place: "Like a medal" at Sport 5  [لغات أخرى]‏ (archived)
- Rhythmic Gymnastic: Israel finished 5th in Europe at واي نت